# 시수 아우토
주식회사 시수 아우토(핀란드어: Oy Sisu Auto Ab)는 핀란드의 자동차 제조업체다. 1931년 헬싱키에서 주식회사 수오미 자동차공업사(핀란드어: Oy Suomen Autoteollisuus Ab 오사케위흐티외 수오멘 아우토테올리수스[*])라는 이름으로 창업했다. 현재는 라세포리에 공장이 소재하고 있다.